# Sphallambyx chabrillacii
Sphallambyx chabrillacii är en skalbaggsart som först beskrevs av Thomson 1857.  Sphallambyx chabrillacii ingår i släktet Sphallambyx och familjen långhorningar.
Artens utbredningsområde är Costa Rica. Inga underarter finns listade i Catalogue of Life.